# Диабетическая ангиопатия
Диабетическая ангиопатия (новолат. angiopathia diabetica; др.-греч. ἀγγεῖον — сосуд и πάθος — страдание, болезнь) — генерализованное поражение крупных (макроангиопатия) и мелких (прежде всего капилляров — микроангиопатия) кровеносных сосудов при сахарном диабете. Проявляется повреждением стенок сосудов в сочетании с нарушением гемостаза.

## Возникновение диабетической ангиопатии
Главным фактором, который способствует возникновению диабетической ангиопатии, является плохое лечение сахарного диабета, при котором происходят выраженные нарушения не только углеводного обмена с высоким уровнем глюкозы в крови и значительными (более 6 ммоль/л) перепадами его в течение суток, но также и белкового и жирового. В таких случаях ухудшается кислородное обеспечение тканей, в том числе стенок сосудов, и нарушается кровоток в мелких сосудах.
Также имеют значение и возникающие нарушения гормонального баланса, увеличение секреции ряда гормонов, которые усугубляют нарушения обменных процессов и неблагоприятно влияют на сосудистую стенку.

## Диабетическая макроангиопатия
Органами-мишенями при диабетической макроангиопатии являются, главным образом, сердце и нижние конечности. Фактически макроангиопатия заключается в ускоренном прогрессировании атеросклеротических процессов в сосудах сердца и нижних конечностей.

## Диабетическая микроангиопатия
- Диабетическая нефропатия
- Диабетическая ретинопатия
- Микроангиопатия сосудов нижних конечностей

В процесс диабетической микроангиопатии наиболее часто вовлекаются сосуды сетчатки глаза (диабетическая ангиоретинопатия) и кровеносные капилляры клубочков нефронов (диабетическая ангионефропатия). Таким образом, основными органами-мишенями диабетической микроангиопатии являются глаза и почки.